# A Cowboy's Mother
Pour plus de détails, voir Fiche technique et Distribution.
A Cowboy's Mother est un film muet américain réalisé par Otis Thayer et sorti en 1912.

## Fiche technique
- Titre : A Cowboy's Mother
- Réalisation : Otis Thayer
- Scénario : William V. Mong
- Producteur :  William Selig
- Société de production : Selig Polyscope Company
- Société de distribution : General Film Company
- Pays d'origine :  États-Unis
- Langue : film muet avec les intertitres en anglais
- Métrage 310,6 mètres
- Format : Noir et blanc — 35 mm — 1,33:1 — Muet
- Genre : Western
- Durée : 10 minutes 20
- Dates de sortie : 
  - États-Unis : 20 août 1912

## Distribution
- Josephine West : Mrs Weigel
- William Duncan : Ed Weigel
- Rex De Rosselli
- Lester Cuneo
- J.A. Moore
- Abe Jacobs
- Bud Bowers
- Ed Owens